# Rungehaus
Das Rungehaus ist ein seit dem 23. Juli 1997 bestehendes Museum in der Stadt Wolgast im Osten des Landes Mecklenburg-Vorpommern. Es wurde im Geburtshaus des Malers Philipp Otto Runge eingerichtet und ist seinem Leben und Werk gewidmet. Das denkmalgeschützte Haus steht in der Wolgaster Altstadt in der Nähe des Stadthafens in der Kronwiekstraße.

## Ausstellung
Im Rungehaus, das weitestgehend in originaler Gestaltung erhalten ist und 1996/1997 umfangreich renoviert wurde, werden in Originalgröße Kopien der Bilder von Runge gezeigt, deren Originale sich in der Hamburger Kunsthalle befinden. Die Auswahl der Werke dokumentiert den künstlerischen Werdegang Runges, der neben Caspar David Friedrich als der bedeutendste Vertreter der norddeutschen Romantik gilt, von Wolgast über Kopenhagen und Dresden nach Hamburg. Eine Computerinstallation vermittelt darüber hinaus einen Einblick in die Rungesche Farbenlehre.
Neben dem Eingang zum Gebäude wurde im Jahr 2010 eine wellenförmige Märchen-Wunsch-Sitzbank mit Mosaiken gestaltet, die sich an sein bekanntestes Werk, das Märchen Der Fischer und syn Fru anlehnt. Ein Spruch animiert die Besucher, den Butt zum Sprechen zu bringen: „Ich bin der Butt, der Wunder tut. Mit Münze im Schlund – deinen Wunsch tu mir kund.“ In einer vor dem Haus befindlichen Grünanlage stehen auf Betonpostamenten Holzfiguren vom Fischer (mit Fischermütze und dem Fischernetz in der Hand) und in einigem Abstand davon die Fischersfrau mit Kopftuch. Die Skulpturen stammen vom Bildhauer Eckard Labs aus Greifswald, die Mosaiken für die Bank fertigte Beate Riemann aus Koserow.

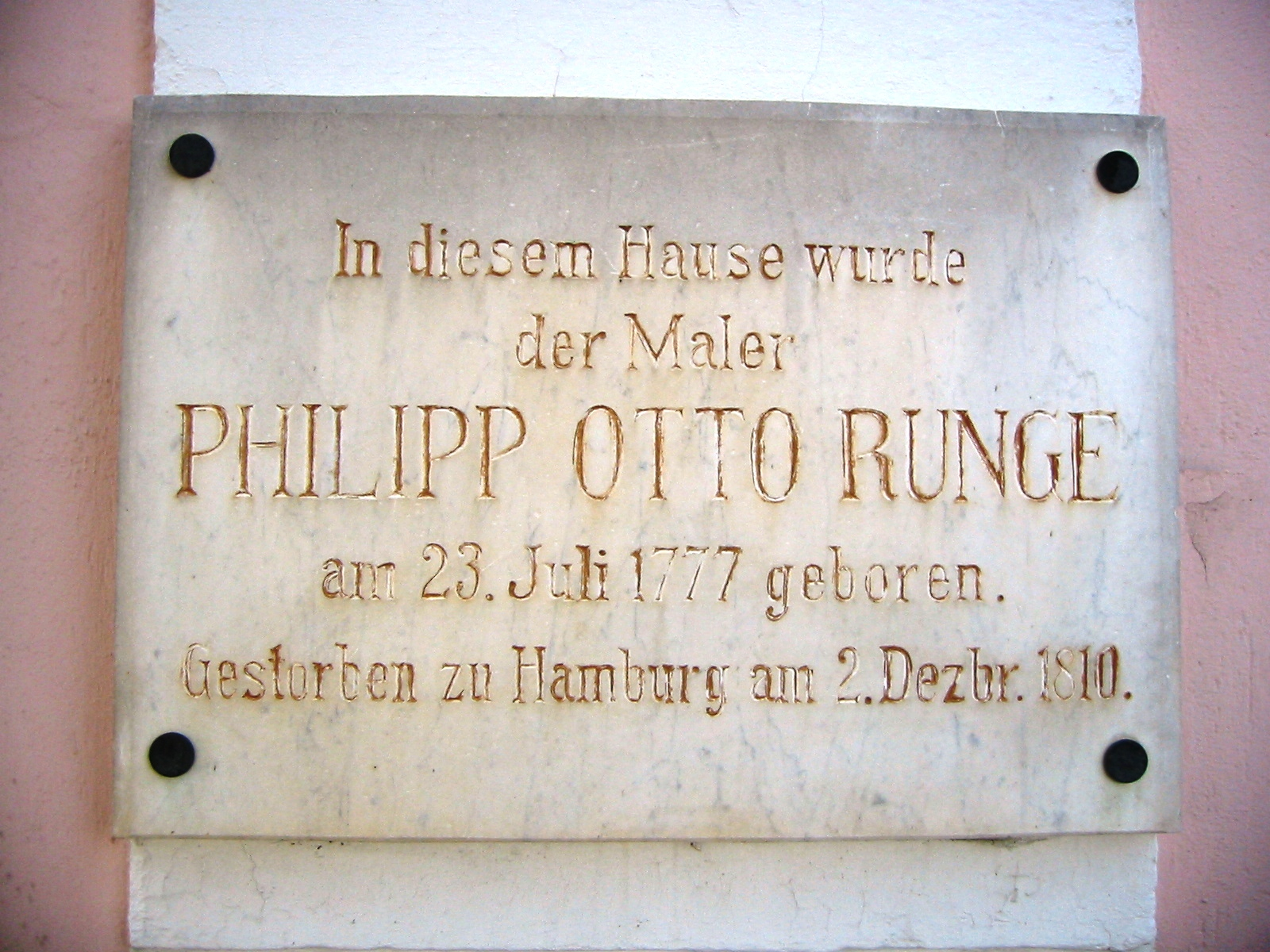
Gedenktafel am Geburtshaus von Philipp Otto Runge

Seit 23. Juli 2017, Runges 240. Geburtstag, zeigt das Haus in zwei Etagen eine vollständig neu gestaltete Dauerausstellung; die Kosten dafür betrugen 77.000 Euro. „Alles Authentische in dem Haus, in dem Runge seine ersten zehn Lebensjahre verbrachte und dessen Raumaufteilung über Jahrhunderte erhalten blieb, wurde sorgsam restauriert: die Türen mit den Beschlägen, die krumm-schiefen Fußbodendielen, die Fenster.“ Das Haus empfängt jährlich etwa 10.000 Besucher.

## Architektur
Das Rungehaus ist ein fünfachsiger Putzbau mit zwei Geschossen, der in der ersten Dekade des 18. Jahrhunderts auf einem Feldsteinsockel errichtet wurde. Vier gequaderte Pilaster an den Ecken und beiderseits der mittleren Achse sowie ein Gesims zwischen Erd- und Obergeschoss gliedern die Fassade. Der korbbogige Eingang hat eine barocke Füllungstür. Davor befindet sich eine kurze Freitreppe mit schmiedeeisernem Geländer.